# نینا زنجانی
نینا زنجانی (انگلیسی: Nina Zanjani؛ زادهٔ ۱ سپتامبر ۱۹۸۱) یک هنرپیشه سوئدی ایرانی‌تبار است. وی از سال ۲۰۰۶ میلادی تاکنون مشغول فعالیت بوده‌است. 
وی بازیگر فیلم‌هایی همچون سلما، مراقب احمق‌ها باش و توپ‌هاو سریال همیلتون بوده است.